# Изория, Леван
Леван Изория (груз. ლევან იზორია; род. 5 февраля 1974, Тбилиси) — грузинский политик, чрезвычайный и полномочный посол Грузии в Федеративной Республике Германия с 2020 по 2025 годы.

## Образование и ранние годы
Родился 5 февраля 1974 года в Грузинской ССР. В 1996 году окончил юридический факультет Тбилисского государственного университета имени Иване Джавахишвили (с отличием), а затем получил степень магистра на юридическом факультете Гёттингенского университета имени Георга Августа, Германия (с отличием) в период с 1998 по 1999 год. Леван Изория получил степень доктора юридических наук в Гёттингенском университете имени Георга Августа, Германия (с отличием).
В 1992—1995 годах Изория работал в Тбилисском государственном университете имени Иване Джавахишвили председателем студенческого научного совета и преподавателем теории права и конституционного права (1995—1998). С 1999 по 2002 год работал помощником директора Гёттингенского государственного педагогического института и института политологии.

## Научная и академическая жизнь
С 2002 года был старшим научным сотрудником Юридического института им. Т. Церетели Академии наук. С 2002 по 2005 год работал доцентом кафедры теории права и конституционного права юридического факультета Тбилисского государственного университета имени Иване Джавахишвили.
Изория был представителем немецкого политического фонда имени Конрада Аденауэра на Южном Кавказе (2003—2004) и ректором Академии Министерства внутренних дел Грузии (2004—2006).
В период с 2006 по 2007 год Изория был деканом и профессором, а также научным исследователем юридического факультета Университета Джорджии. В 2007—2009 годах работал профессором в Немецком научно-исследовательском институте государственного управления в Шпайере (стипендия Фонда Гумбольдта). Он работал доцентом в Грузино-Американском университете (2009—2011) и Кавказской юридической школе (2009—2010). В период с 2010 по 2011 год Изория проводил академические исследования в Гейдельбергском институте сравнительного публичного права и международного права имени Макса Планка. В период с 2011 по 2014 год он стал ординарным профессором Университета Григола Робахидзе, а в 2014—2016 годах — Академии Министерства внутренних дел Грузии.

## Политическая карьера
С 2003 года работал над реформами Министерства внутренних дел Грузии и был автором Концепции стратегического развития.
В период с 2004 по 2006 год был ректором Академии Министерства внутренних дел Грузии. Его имя было связано с реформой патрульной полиции Грузии, что способствовало его статусу реформатора. Изория ушёл с вышеупомянутой должности в 2006 году.
Леван Изория начал активную политическую жизнь с 2009 года, как член оппозиции. Он вступил в политическую партию Ираклия Аласания «Свободные демократы» и стал членом политического правления. Между тем, он был одним из активных сторонников реорганизации и деполяризации полиции и в связи с этим был автором различных проектов. Среди этих проектов — «Защищённый гражданин — защищённый полицейский».
В 2011 году Изория был одним из лидеров коалиции «Грузинская мечта». Он возглавлял тематическую подгруппу группы национальной безопасности и обороны под названием «Правоохранительная деятельность и безопасность».
После прихода к власти «Грузинской мечты» Изория продолжил работать в правоохранительных министерствах. С 30 октября 2012 по 3 августа 2015 года был заместителем министра внутренних дел Грузии, с 3 августа 2015 по 1 августа 2016 года занимал должность начальника Службы государственной безопасности Грузии.
1 августа 2016 года был назначен министром обороны Грузии. 1 августа 2019 года военная команда Посольства Соединённых Штатов в Тбилиси вручила Почётную грамоту о достижениях в знак признания успешного трёхлетнего вклада в Министерство обороны Грузии.
11 сентября 2019 года Изория был назначен главой разведывательной службы Грузии. Параллельно с этим, 13 ноября — секретарём Совета национальной безопасности Грузии.
1 марта 2020 года Леван Изория был назначен Чрезвычайным и полномочным послом Грузии в Федеративной Республике Германия. 20 января 2025 года стал советником премьер-министра после завершения срока службы на посту главы дипломатической миссии.

## Личная жизнь
У Левана Изории есть жена и трое детей. Он владеет английским, немецким и русским языками.

## Почести и награды
- Национальный орден Почётного легиона (20 ноября 2021)